# Belagumba, Arsikere
Belagumba là một làng thuộc tehsil Arsikere, huyện Hassan, bang Karnataka, Ấn Độ.